# Kruki (Banie Mazurskie)
Kruki (deutsch Krugken, 1938 bis 1945 Krucken) ist ein Ort in der polnischen Woiwodschaft Ermland-Masuren, der zur Landgemeinde Banie Mazurskie (Benkheim) im Powiat Gołdapski (Kreis Goldap) gehört.

## Geographische Lage
Kruki liegt im Nordosten der Woiwodschaft Ermland-Masuren, 12 Kilometer westlich der Kreisstadt Gołdap (Goldap) und 12 Kilometer südöstlich der heute auf russischem Staatsgebiet gelegenen ehemaligen Kreishauptstadt Darkehmen (1938 bis 1946 Angerapp, russisch Osjorsk).

## Geschichte
Der nach 1566 Kruckey, nach 1594 Kruckisz und bis 1938 Krugken genannte Ort bestand vor 1945 aus mehreren großen und kleinen Höfen. 
Von 1874 bis 1945 gehörte das Dorf zum Amtsbezirk Abschermeningken (polnisch Obszarniki), der – 1939 umbenannt in „Amtsbezirk Almental“ – Teil des Kreises Darkehmen – 1939 „Landkreis Angerapp“ genannt – im Regierungsbezirk Gumbinnen der preußischen Provinz Ostpreußen war.
70 Einwohner verzeichnete Krugken im Jahr 1910. Ihre Zahl betrug 1933 noch 67 und belief sich 1939 auf 69.
Krugken – 1938 in „Krucken“ umbenannt – kam 1945 in Kriegsfolge mit dem südlichen Ostpreußen zu Polen und erhielt die polnische Namensform „Kruki“. Heute ist der Ort in das Schulzenamt (polnisch Sołectwo) Jagiele (Jaggeln, 1938 bis 1945 Kleinzedmar) eingegliedert und bildet eine Ortschaft im Verbund der Landgemeinde Banie Mazurskie im Powiat Gołdapski, vor 1998 der Woiwodschaft Suwałki, seither der Woiwodschaft Ermland-Masuren zugehörig.

## Religionen
Vor 1945 war Krugken resp. Krucken in die evangelische Kirche in Kleszowen (1938 bis 1946 Kleschauen, russisch Kutusowo) im Kirchenkreis Darkehmen/Angerapp in der Kirchenprovinz Ostpreußen der Kirche der Altpreußischen Union bzw. in die katholische Pfarrei in Goldap im Dekanat Masuren II im Bistum Ermland eingepfarrt.
Heute gehören die katholischen Einwohner Krukis zur Pfarrkirche in Żabin (Klein Szabienen/Schabienen, 1938 bis 1945 Kleinlautersee) im Dekanat Gołdap im Bistum Ełk (Lyck) der Römisch-katholischen Kirche in Polen, während die evangelischen Kirchenglieder zur Kirche in Gołdap orientiert sind, einer Filialkirche der Pfarrei Suwałki in der Diözese Masuren der Evangelisch-Augsburgischen Kirche in Polen.

## Verkehr
Kruki liegt abseits vom Verkehrsgeschehen im polnisch-russischen Grenzgebiet an einer Verbindungsstraße von Obszarniki (Abschernmeningken, 1938 bis 1945 Almental) nach Widgiry (Wittgirren, 1938 bis 1945 Wittbach). 